# Ozaki Kazuo
Ozaki Kazuo (尾崎 加寿夫 Ozaki Kazuo, sinh ngày 7 tháng 3 năm 1960) là một cựu cầu thủ bóng đá người Nhật Bản. Ông thi đấu cho đội tuyển quốc gia Nhật Bản.

## Sự nghiệp câu lạc bộ
Ozaki sinh ngày 7 tháng 3 năm 1960 tại Tokyo. Sau khi tốt nghiệp trung học, ông gia nhập Mitsubishi Motors năm 1978. Năm 1978, câu lạc bộ giành được cả ba danh hiệu lớn ở Nhật Bản; Japan Soccer League, Cúp JSL và Cúp Hoàng đế. Câu lạc bộ cũng đã giành được Cúp Hoàng đế 1980, Cúp JSL 1981 và Japan Soccer League 1982.
Tháng 7 năm 1983, Ozaki chuyển đến Đức và gia nhập Arminia Bielefeld. Ông là người Nhật Bản thứ hai thi đấu ở Bundesliga sau Okudera Yasuhiko. Năm 1985, Arminia Bielefeld bị xuống hạng 2. Bundesliga. Từ năm 1988, ông thi đấu tại St. Pauli (1988-89) và Düsseldorf (1989-90).
Năm 1990, Ozaki trở lại Nhật Bản và gia nhập Mitsubishi Motors (sau này là Urawa Reds). Ông chuyển đến Verdy Kawasaki năm 1993. Ông giải nghệ năm 1994.

## Sự nghiệp đội tuyển quốc gia
Tháng 8 năm 1979, Ozaki được chọn vào đội tuyển U-20 quốc gia Nhật Bản tham dự Giải vô địch bóng đá trẻ thế giới 1979. Ông thi đấu trong 3 trận với cương vị là đội trưởng. Ngày 8 tháng 2 năm 1981, ông có trận đấu đầu tiên trong màu áo đội tuyển quốc gia Nhật Bản gặp Malaysia. Ông thi đấu tại Đại hội Thể thao châu Á 1982. Ông thi đấu 17 trận và ghi 3 bàn cho Nhật Bản cho đến năm 1983. Sau khi ông chuyển đến Đức năm 1983, ông không được chọn vào đội tuyển quốc gia Nhật Bản.

## Thống kê câu lạc bộ
| Thành tích câu lạc bộ | Thành tích câu lạc bộ | Thành tích câu lạc bộ | Giải vô địch | Giải vô địch | Cúp                   | Cúp                   | Cúp Liên đoàn             | Cúp Liên đoàn             | Tổng cộng | Tổng cộng |
| Mùa giải              | Câu lạc bộ            | Giải vô địch          | Số trận      | Bàn thắng    | Số trận               | Bàn thắng             | Số trận                   | Bàn thắng                 | Số trận   | Bàn thắng |
| Nhật Bản              | Nhật Bản              | Nhật Bản              | Giải vô địch | Giải vô địch | Cúp Hoàng đế Nhật Bản | Cúp Hoàng đế Nhật Bản | Cúp JSL                   | Cúp JSL                   | Tổng cộng | Tổng cộng |
| --------------------- | --------------------- | --------------------- | ------------ | ------------ | --------------------- | --------------------- | ------------------------- | ------------------------- | --------- | --------- |
| 1978                  | Mitsubishi Motors     | JSL Division 1        |              |              |                       |                       |                           |                           |           |           |
| 1979                  | Mitsubishi Motors     | JSL Division 1        |              |              |                       |                       |                           |                           |           |           |
| 1980                  | Mitsubishi Motors     | JSL Division 1        |              |              |                       |                       |                           |                           |           |           |
| 1981                  | Mitsubishi Motors     | JSL Division 1        |              |              |                       |                       |                           |                           |           |           |
| 1982                  | Mitsubishi Motors     | JSL Division 1        |              |              |                       |                       |                           |                           |           |           |
| 1983                  | Mitsubishi Motors     | JSL Division 1        |              |              |                       |                       |                           |                           |           |           |
| Đức                   | Đức                   | Đức                   | Giải vô địch | Giải vô địch | Cúp bóng đá Đức       | Cúp bóng đá Đức       | Cúp Liên đoàn bóng đá Đức | Cúp Liên đoàn bóng đá Đức | Tổng cộng | Tổng cộng |
| 1983/84               | Arminia Bielefeld     | Bundesliga            | 33           | 5            | 2                     | 1                     |                           |                           | 35        | 6         |
| 1984/85               | Arminia Bielefeld     | Bundesliga            | 23           | 4            | 1                     | 1                     |                           |                           | 24        | 5         |
| 1985/86               | Arminia Bielefeld     | 2. Bundesliga         | 28           | 3            | 1                     | 0                     |                           |                           | 29        | 3         |
| 1986/87               | Arminia Bielefeld     | 2. Bundesliga         | 13           | 3            | 1                     | 0                     |                           |                           | 14        | 3         |
| 1987/88               | Arminia Bielefeld     | 2. Bundesliga         | 16           | 3            | 1                     | 0                     |                           |                           | 17        | 3         |
| 1988/89               | St. Pauli             | Bundesliga            | 6            | 0            | 0                     | 0                     |                           |                           | 6         | 0         |
| 1989/90               | Düsseldorf            |                       |              |              |                       |                       |                           |                           |           |           |
| Nhật Bản              | Nhật Bản              | Nhật Bản              | Giải vô địch | Giải vô địch | Cúp Hoàng đế Nhật Bản | Cúp Hoàng đế Nhật Bản | J.League Cup              | J.League Cup              | Tổng cộng | Tổng cộng |
| 1990/91               | Mitsubishi Motors     | JSL Division 1        | 6            | 1            | 2                     | 3                     | 0                         | 0                         | 8         | 4         |
| 1991/92               | Mitsubishi Motors     | JSL Division 1        | 9            | 1            |                       |                       | 1                         | 0                         | 10        | 1         |
| 1992                  | Urawa Reds            | J1 League             | -            | -            | 2                     | 0                     | 4                         | 1                         | 6         | 1         |
| 1993                  | Verdy Kawasaki        | J1 League             | 2            | 0            | 0                     | 0                     | 0                         | 0                         | 2         | 0         |
| 1994                  | Verdy Kawasaki        | J1 League             | 0            | 0            | 0                     | 0                     | 0                         | 0                         | 0         | 0         |
| Quốc gia              | Nhật Bản              | Nhật Bản              | 80           | 20           | 4                     | 3                     | 5                         | 1                         | 89        | 24        |
| Quốc gia              | Đức                   | Đức                   | 119          | 18           | 6                     | 2                     |                           |                           | 125       | 20        |
| Tổng cộng             | Tổng cộng             | Tổng cộng             | 199          | 38           | 10                    | 5                     | 5                         | 1                         | 214       | 44        |

## Thống kê đội tuyển quốc gia
| Đội tuyển quốc gia Nhật Bản | Đội tuyển quốc gia Nhật Bản | Đội tuyển quốc gia Nhật Bản |
| Năm                         | Số trận                     | Bàn thắng                   |
| --------------------------- | --------------------------- | --------------------------- |
| 1981                        | 9                           | 2                           |
| 1982                        | 7                           | 1                           |
| 1983                        | 1                           | 0                           |
| Tổng cộng                   | 17                          | 3                           |